# Tampico

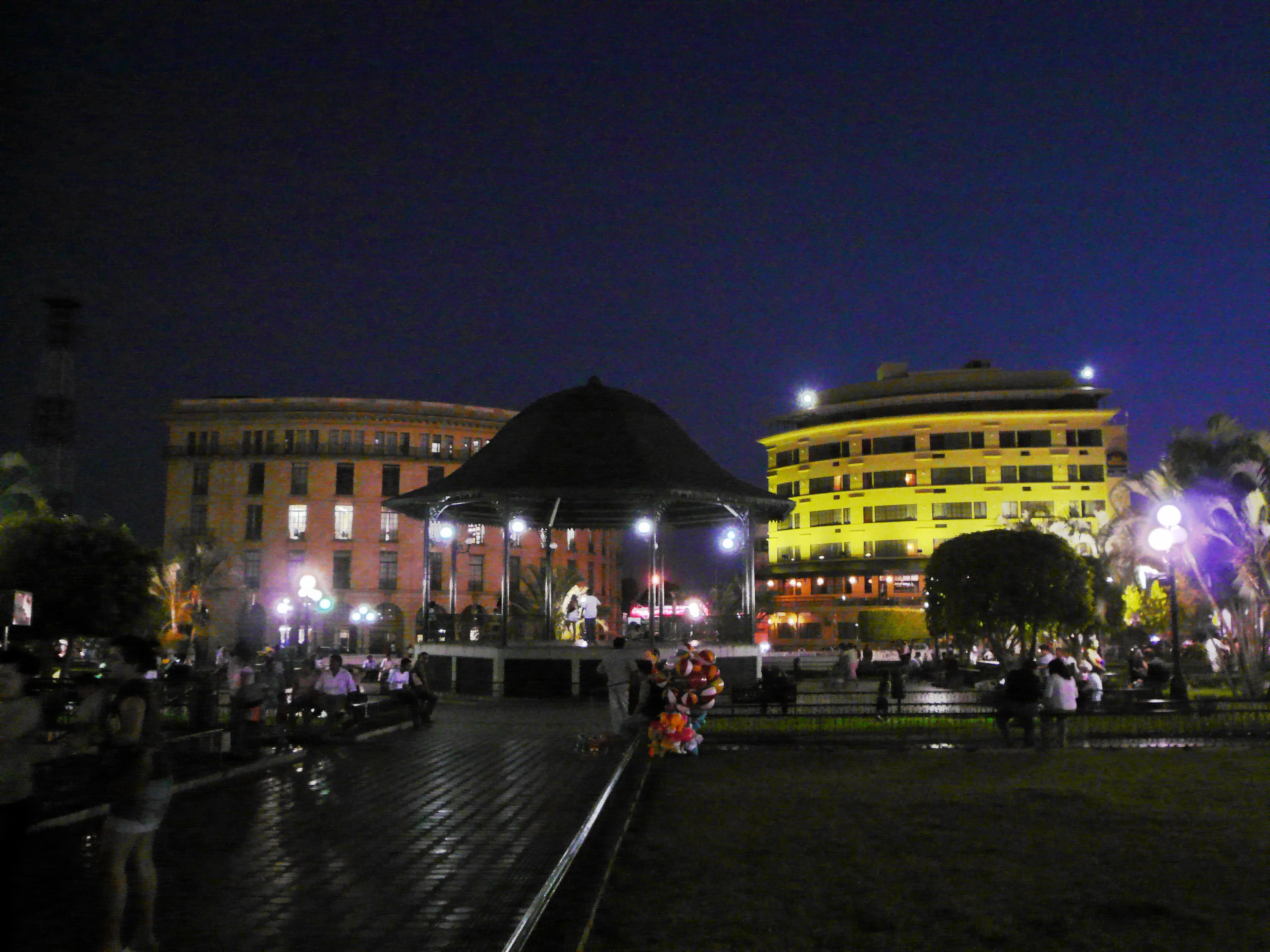
Plaza de la Libertad, vista notturna.

Tampico è una città messicana situata nello stato di Tamaulipas. È situata sulla sponda settentrionale del fiume Pánuco, a circa dieci chilometri di distanza dal Golfo del Messico, e a nord dello stato di Veracruz. Tampico è la quinta città per popolazione nello stato di Tamaulipas, con 297.554 abitanti (al 2010) nella città, e 859.419 nell'area metropolitana.
Durante il periodo del primo boom petrolifero messicano, nei primi anni del ventesimo secolo, la città era il principale porto per l'esportazione del greggio nelle Americhe e secondo porto più trafficato al mondo, portando profitti che venivano investiti nella famosa architettura della città, spesso comparata a quella di Venezia e New Orleans. Le prime estrazioni petrolifere in Messico ebbero luogo nei pressi di Tampico nel 1901, precisamente a Ébano.
Nel 1923, il principale pozzo petrolifero si esaurì, portando ad un esodo di lavori e investitori, tuttavia lo sviluppo economico in altre aree portò la città ad essere pioniera nei campi dell'aviazione e della produzione di bevande. Inoltre sono rilevanti esportazioni di argento, rame, legname, nonché lana, canapa e altri prodotti agricoli. La gestione del traffico cargo è attiva nel vicino porto di Altamira.

## Storia
Il nome Tampico deriva dalla lingua huasteca, il prefisso tam significa 'il posto di', e piko significa 'cani d'acqua', ovvero le nutrie, che abitavano la regione in epoca pre-colombiana. La città, infatti, è circondata da rami e lagune del delta del fiume Pánuco, che in passato favorivano la proliferazione di tali animali. L'area ha visto insediamenti umani per secoli, in particolare Huaxtechi, tra i quali è ricordato il sito di Las Flores, famoso per le sue piramidi e fiorente tra il 1000 e il 1250.
Durante il periodo coloniale spagnolo, il prete francescano Andrés de Olmos fondò una missione e un monastero nell'area, costruendo al di sopra di un villaggio huaxteco. Conseguentemente ad una sua richiesta, gli ufficiali spagnoli crearono un insediamento chiamato San Luis de Tampico, nel 1554. Il sito venne abbandonato nel 1684 e la popolazione ricollocata a sud del fiume Pánuco, a causa dei frequenti attacchi da parte di pirati europei ad americani. L'area rimase quindi abbandonata per circa 150 anni.
La città odierna venne fondata il 13 aprile 1823 sulla sponda nord del fiume, a circa 10 chilometri dal golfo, dopo che il Messico ottenne l'indipendenza dalla Spagna. Tampico costruì la sua economia sull'esportazione dell'argento, sviluppandosi come un centro di scambio e di commercio, anche per il settore agricolo della regione. Divenne inoltre uno snodo per l'introduzione illegale degli schiavi africani negli Stati Uniti meridionali, pratica resa fuorilegge nel 1807. Nell'agosto 1829, la Spagna inviò delle truppe da Cuba per invadere Tampico, in modo da riguadagnare il controllo sulla regione, ma nel settembre dello stesso anno, il generale Antonio López de Santa Anna obbligò le truppe spagnole ad arrendersi, riportando l'area sotto il controllo del Messico.

### Dal XX secolo a oggi
Il primo pozzo petrolifero del Messico fu aperto vicino a Tampico, precisamente a Ébano, nel 1901, dal tycoon californiano Edward Doheny, che fondò la Mexican Petroleum Corporation. All'inizio del ventesimo secolo vi furono numerosi investimenti statunitensi nel mercato petrolifero di Tampico, che portarono alla creazione di una comunità di cittadini americani nella zona, in relazione a tale industria. Con lo scoppio della rivoluzione messicana, che si sviluppò a cavallo tra il 1910 e il 1920, gli Stati Uniti monitorarono la situazione dell'area per proteggere i propri cittadini e investimenti. Successivamente Doheny vendette alcune delle sue attività alla Standard Oil, che operava il proprio monopolio lì. L'area era talmente produttiva che venne chiamata "Golden Belt".
I giacimenti conosciuti come Ébano, Pánuco, Huasteca, e Túxpan erano tutti situati entro 160 chilometri dalla città. Il petrolio era spesso trasportato su chiatte attraverso i fiumi. Per migliorarne il trasporto al porto, il governo avviò, nel 1901, la costruzione del canale del Chijol, che con i suoi 120 chilometri di lunghezza, attraversava i giacimenti fino a Túxpan.
Durante la rivoluzione messicana, il 9 aprile 1914, dieci truppe messicane e nove marinai statunitensi della USS Dolphin si affrontarono, come conseguenza di una mancata comunicazione, in quanto gli americani cercavano un rifornimento di carburante. Le forze del generale Victoriano Huerta, divenuto presidente del Messico l'anno precedente grazie ad un colpo di stato, erano state minacciate da diversi gruppi sia da nord che da sud. Gli americani furono prima arrestati e poi rilasciati, ma gli Stati Uniti si risentirono delle richieste dello stesso Huerta di riconoscimento politico. Come conseguenza nacque il cosiddetto Tampico Affair, con l'invio da parte degli Stati Uniti di forze navali e marines a Veracruz, occupando la città per sette mesi come dimostrazione di forza. A seguito delle proteste anti-americane su entrambe le coste, altre navi statunitensi furono utilizzate per evacuare i cittadini americani dalla zona, riportandoli in campi per rifugiati oltre confine. L'occupazione statunitense contribuì alla caduta di Huerta, e Venustiano Carranza divenne presidente, assicurando la neutralità del Messico durante la prima guerra mondiale, in parte a causa della persistente animosità contro gli Stati Uniti per queste azioni.
Negli anni '70 Tampico annetté la città portuale e sobborgo di Ciudad Madero, che oggi comprende parte dell'area metropolitana di Tampico nonché il suo moderno porto con eccellenti strutture e vie di comunicazione con il resto del paese e con gli Stati Uniti.
Il governo messicano nazionalizzò l'industria petrolifera nel 1939, mantenendone il controllo per 75 anni. Nel novembre 2014, il presidente Enrique Peña Nieto ha annunciato un cambio di politica, terminando il monopolio della compagnia statale Pemex e invitando le compagnie private a tornare a investire nell'industria del petrolio e del gas. Mentre gli analisti credono che i principali ritrovamenti siano offshore, nuove tecniche potrebbero portare alla luce nuovi giacimenti come quelli di Tampico. All'inizio del 2015, il governo ha pianificato la vendita di 169 lotti, dei quali 47 are entro 110 chilometri da Tampico. Quest'area ha grandi depositi di olio di scisto e l'Energy Information Administration statunitense ha stimato che il Messico sia all'ottavo posto nel mondo per quantità di questa risorsa.

## Clima
Il clima è di tipo subtropicale umido con una temperatura media di 24 °C (massima di 38 °C e minima di 8 °C).